# Heinrich Röhm
Heinrich Röhm (* 26. Juni 1912 in Ulm; † 19. Oktober 1999; vollständiger Name: Heinrich Christian Röhm) war ein deutscher Architekt, Baubeamter und Denkmalpfleger.
Er war ab 1949 Leiter der Entwurfsabteilung des städtischen Hochbauamts in Heilbronn und von 1963 bis zu seiner Pensionierung 1974 Leiter des Hochbauamts in Krefeld. Außerdem war er amtlicher Bezirkspfleger des Baden-Württembergischen Landesamtes für Denkmalpflege für den Stadtkreis Heilbronn und Beirat im Kunstverein Heilbronn, Verbindungsmann der Stadt zu Künstlerbund und Kunstverein und Mitglied des Kunstausschusses für den Wiederaufbau der Heilbronner Kilianskirche. Ehrenamtlich war er Vorsitzender der Ortsgruppe Heilbronn des Schwäbischen Heimatbundes und wurde dafür mit der Ehrennadel und später mit der Verdienstmedaille des Landes Baden-Württemberg ausgezeichnet.

## Leben und Wirken
Röhms Vorfahren waren über drei Generationen als Maurermeister in Massenbachhausen tätig. Heinrich Röhm machte 1932 sein Abitur und absolvierte ein Architekturstudium an der Technischen Hochschule Stuttgart bei Paul Bonatz, ab dem 1. September 1939 arbeitete er als Mitarbeiter in dessen Büro. 1939 schrieb er seine Diplomarbeit über die Altstadt zu Heilbronn unter dem Titel „Flächensanierung des Fischergassenviertels und Bau einer Stadthalle mit Kreishaus.“ So sah die Stadt damals eine Stadthalle in dieser Gegend vor. Als Mitarbeiter von Paul Bonatz erhielt er 1939 den Auftrag zur Planung und künstlerischen Gestaltung des Hauptbahnhofes in München. Das Projekt des Münchner Ostbahnhofs verwirklichte er bis zur Baureife. Andere Bauaufgaben waren in Estland und Schlesien.

### Heilbronn (1949–1963)
Nach seiner Entlassung aus der Kriegsgefangenschaft kam Röhm 1949 nach Heilbronn, wo er am 5. September 1949 zum Leiter der Entwurfsabteilung des städtischen Hochbauamts bestellt wurde. In erster Linie war er für den Wiederaufbau bzw. die Rekonstruktion historischer öffentlicher Bauten wie die des Rathauses, des Hafenmarktturmes und des alten Stadtbades in Heilbronn zuständig: Röhm war der traditionellen Bauweise im Sinne der Heimatschutzarchitektur verpflichtet:

„Sich einordnen in den Geist der Tradition, aber nicht historisieren – das war Röhms Leitgedanke; das Alte wiederherstellen, ohne es sklavisch nachzuahmen, das Neue so schaffen, wie das Alte geschaffen worden ist, mit unseren technischen Möglichkeiten und mit unseren Werkstoffen in schöpferischer Neugestaltung, aber mit der Ehrlichkeit und Werkgerechtigkeit, mit der überlieferten Kultur und Meisterschaft des Handwerks.“

#### Rathaus
So lieferte er 1949 die Entwürfe für den Wiederaufbau des Heilbronner Rathauses und bei einer Sitzung des Heilbronner Gemeinderats am 9. August 1951 wurden seine Pläne für den Erweiterungsbau des Heilbronner Rathauses genehmigt. Zu seinen künstlerischen Arbeiten für das Rathaus zählt die Ausgestaltung der Innenräume des Hauses, wie des kleinen und großen Ratssaales, des Trausaales, des Foyers, des Zimmers des Oberbürgermeisters und des Ratskellers: „Von weither kommen die Fremden und bewundern die glückliche Synthese von alt und neu.“ Er lieferte auch den Entwurf für die am 18. März 1954 vor dem Oberlicht des Rathaus-Haupteinganges angebrachten zwei waagrechten schmiedeeisernen Bänder mit der Aufschrift „Rathaus der Stadt Heilbronn“ und mit einem stilisieren Adler geschmückt, die von dem Kunstschmiedemeister Werner Holzbächer in der Schlosserei Willi Lutz geschaffen wurden.

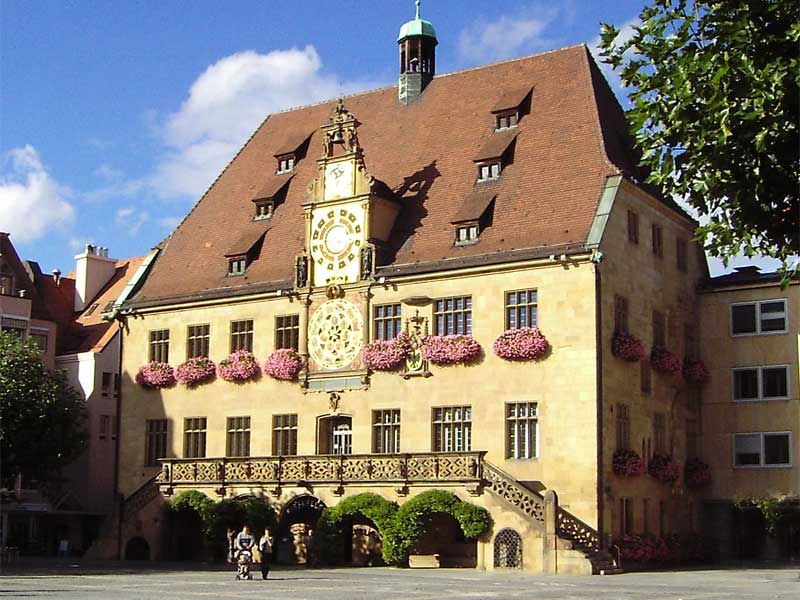
Der historische Hauptbau des Heilbronner Rathauses
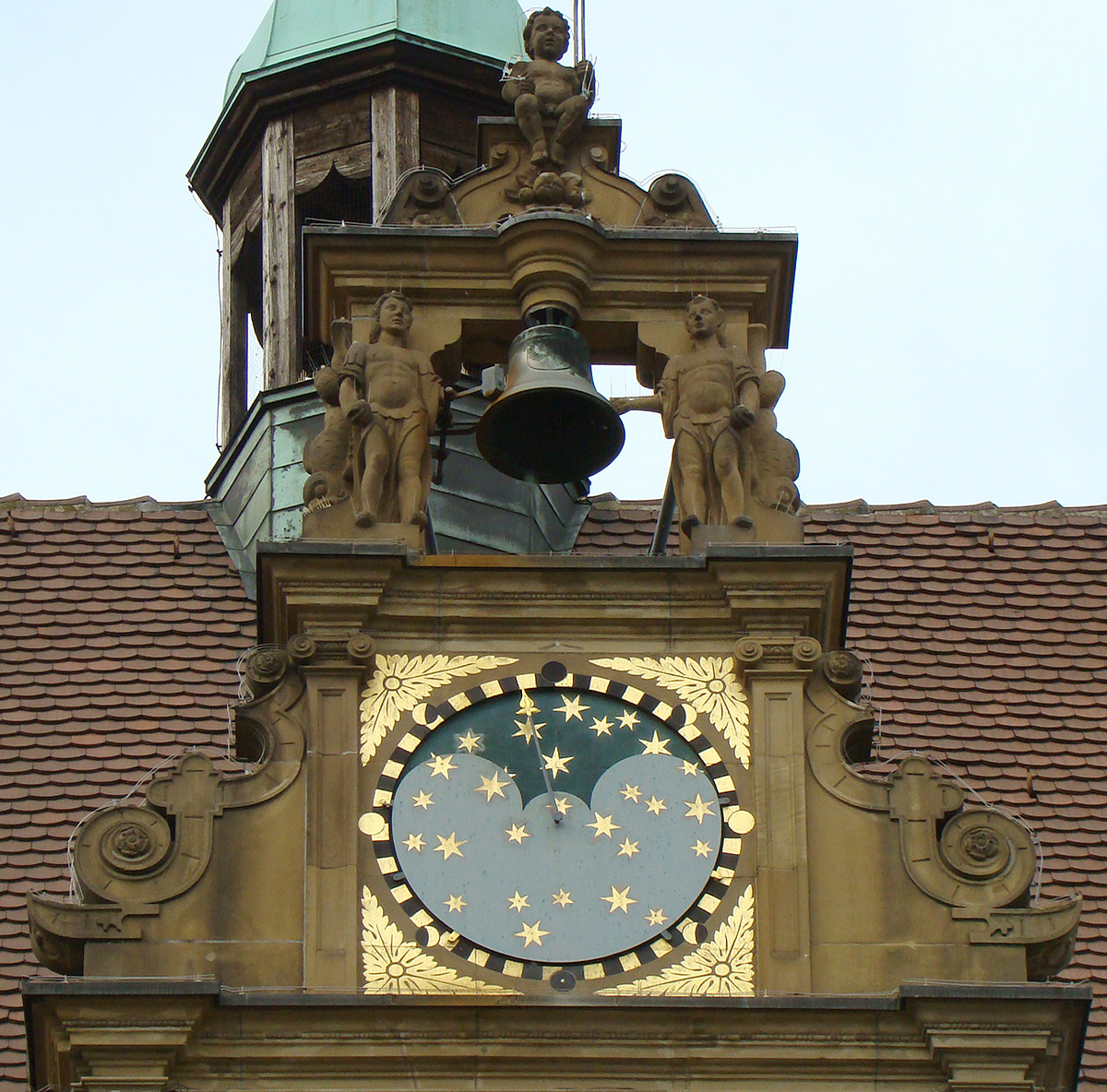
Die historische Kunstuhr wurde rekonstruiert.
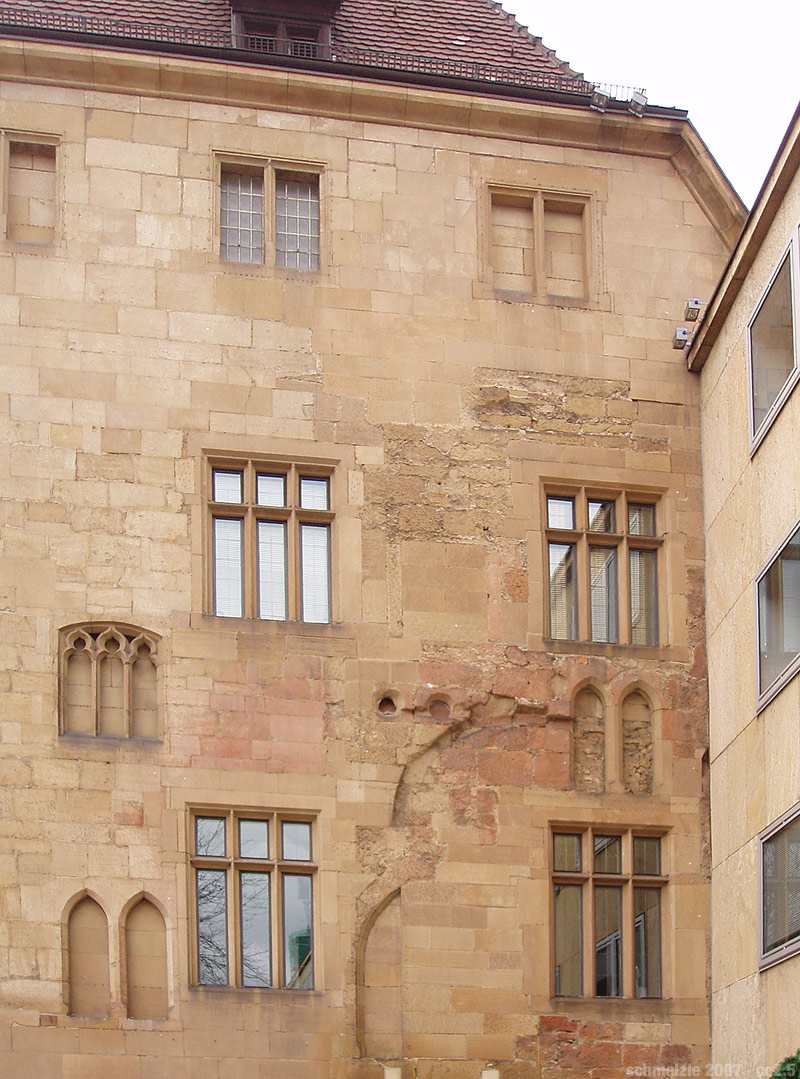
Die historischen Ostfenster des Vorgängerbaus wurden in den Neubau integriert.
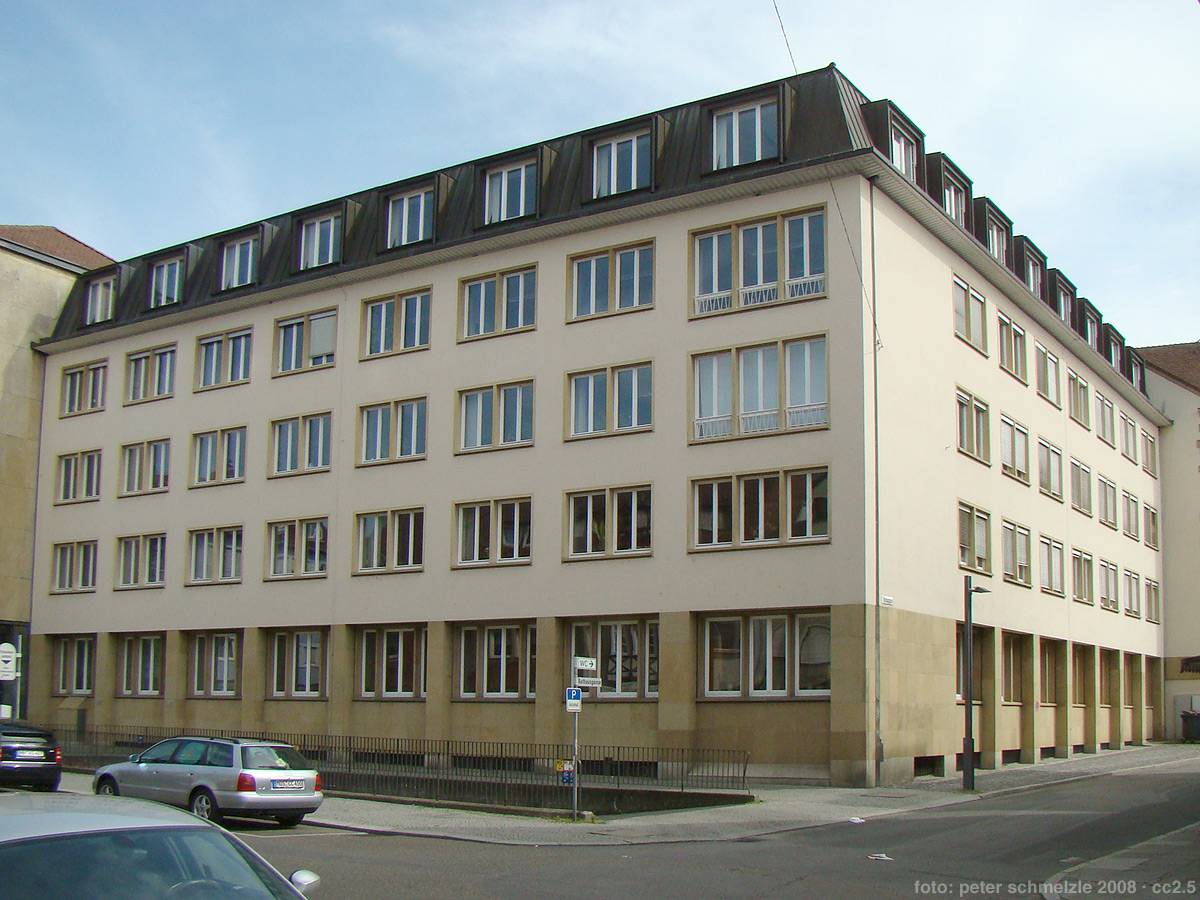
Der Erweiterungsbau des Heilbronner Rathauses an der Rosengasse und Lohtorstraße

#### Hafenmarktturm
Röhm erarbeitete die Rekonstruktion des Hafenmarktturms mit Turmhelm. Zu seinen künstlerischen Arbeiten für den Hafenmarktturm zählt der Entwurf für die am 26. Oktober 1951 fertiggestellte Helmstange mit Knopf und den Vogel Phönix, die vom Schlossermeister Willi Lutz gestiftet und angefertigt worden war. In Anwesenheit des städtischen Baumeisters Ernst Vogel, des Stadtarchivleiters Alexander Renz und des städtischen Baudirektors Heinrich Röhm wurden in den Knopf Fotos und Dokumente eingebracht. Wegen schlechten Wetters konnte die Stange jedoch vorerst nicht aufgesetzt werden. So erhielt schließlich der Hafenmarktturm im Jahre 1952 eine Turmspitze mit Durchgang nach Plänen Röhms. Der alte Hafenmarktturm hatte somit die „neue Endung in einer luftigen Laterne, mit dem Vogel Phönix darüber erhalten, die jetzt so charakteristisch die Silhouette der Stadt mitbestimmt“.

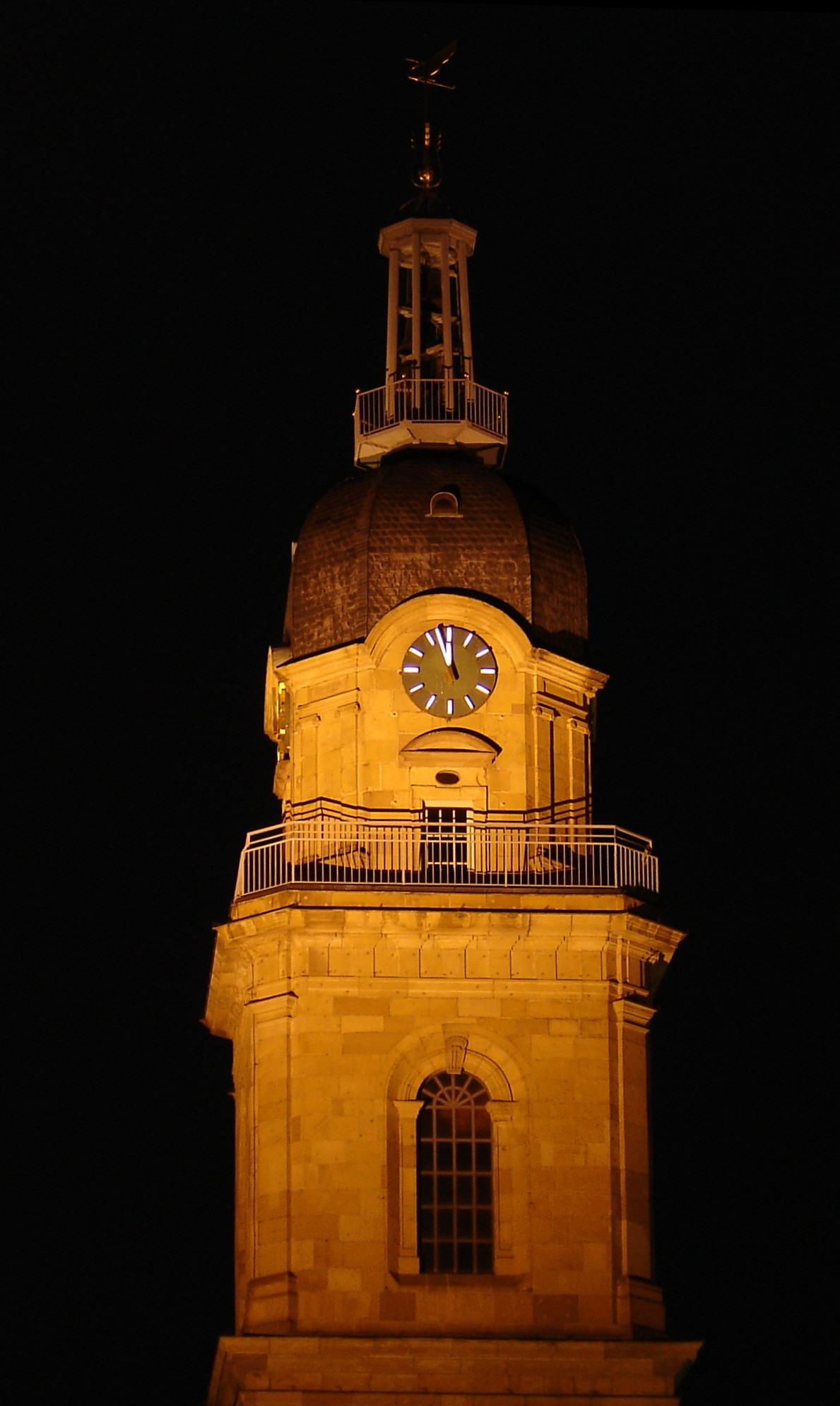
Der Turm der früheren Klosterkirche der Franziskaner („Hafenmarktturm“) in Heilbronn bei Nacht
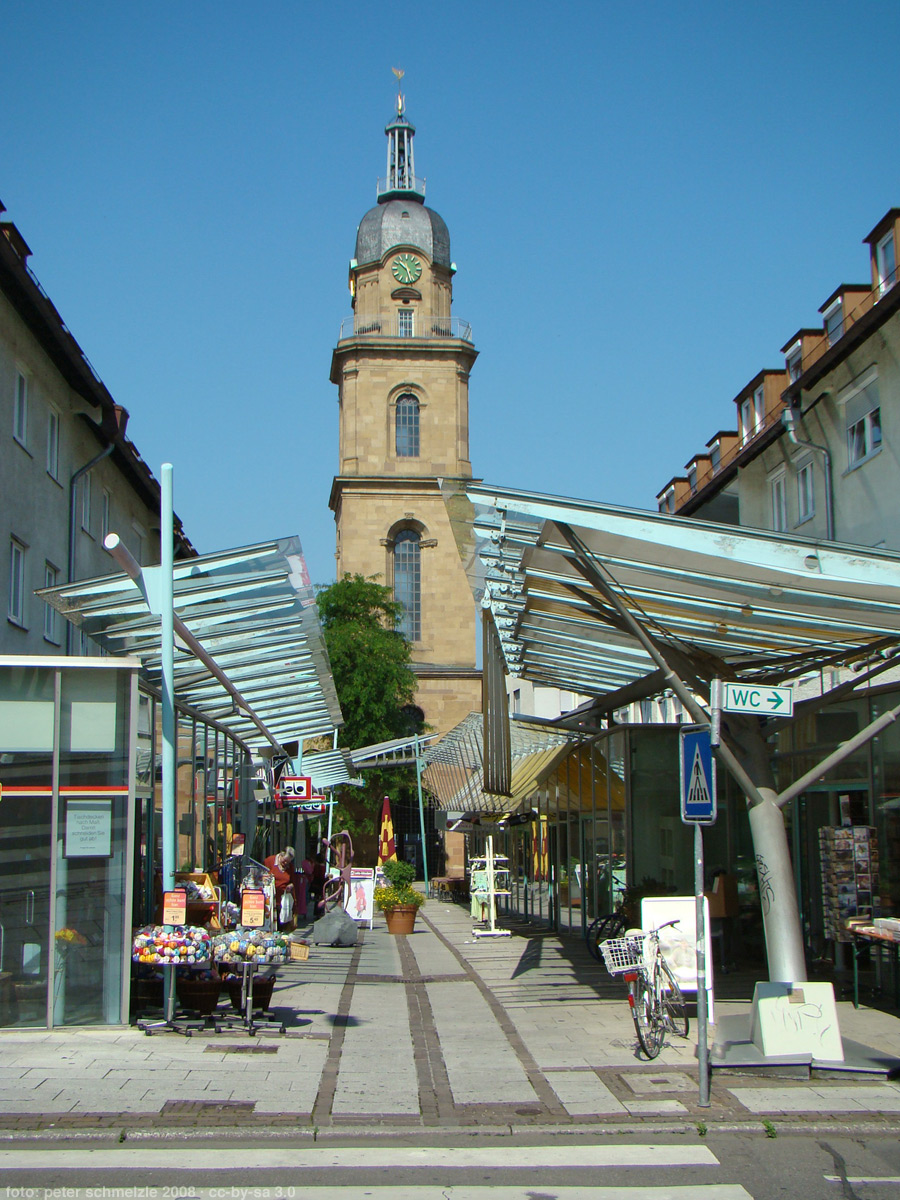
Der Hafenmarktturm mit Passage

#### Stadtbad
Der Rekonstruktion des alten Stadtbades war ein „Streit der Meinungen“ vorausgegangen, „ob das alte Bad wiederaufgebaut oder an anderer Stelle ein neues Bad erstellt“ werden sollte. Dabei entschied „sich der Gemeinderat in seiner Mehrheit für den Wiederaufbau des alten Bades“. So entstand nach den Plänen des Hochbauamtes „ein brauchbarer Zweckbau“. Röhm erarbeitete die Pläne für die beiden Varianten für die Rekonstruktion des Alten Stadtbades, die lange umstritten waren. So einerseits die „großzügige“ und andererseits die „sparsame“ Variante. Man entschloss sich später für die sparsame Alternative.

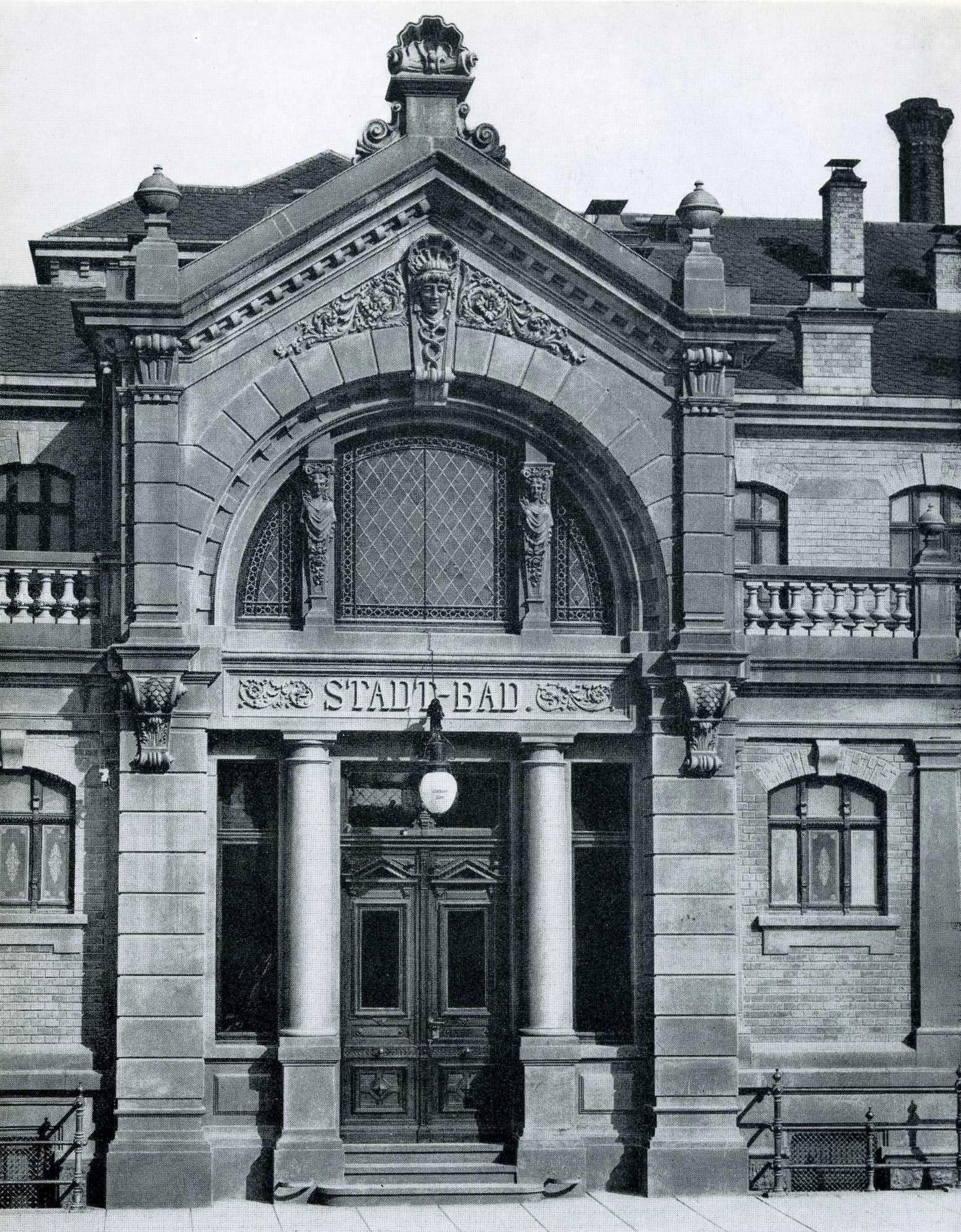
Der Eingangsbereich des alten Stadtbades
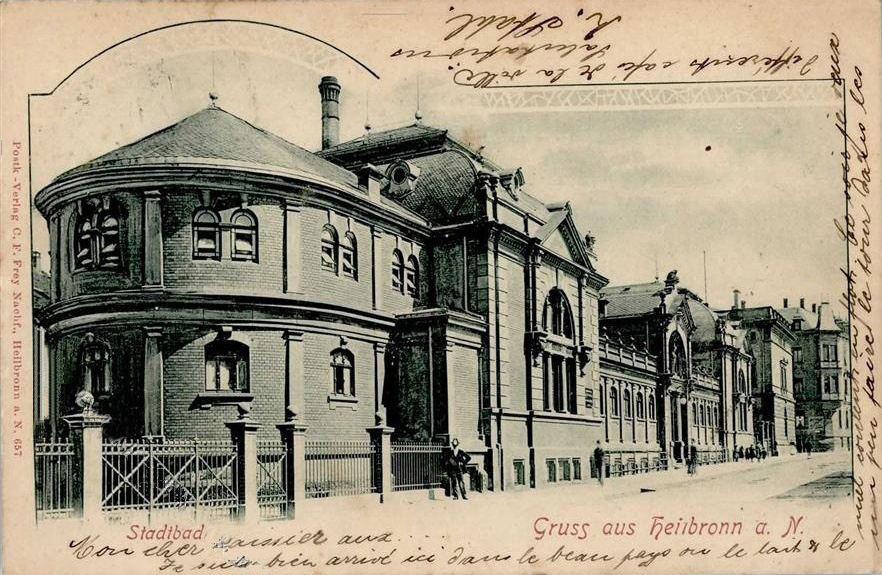
Das Stadtbad um 1901

#### Altes Stadttheater
Röhm war beratend an der Planung des Stadttheaters beteiligt und lieferte entsprechende Vorentwürfe. Die Leitgedanken Röhms – eine Synthese von alt und neu, wie beim Wiederaufbau des Rathauses – sollten auch für den Wiederaufbau des Alten Theaters gelten. In die historische Außenhülle sollte ein neues Innenleben eingebaut werden. So äußerte Röhm nach seinem Weggang von Heilbronn seine Überzeugung, dass „die wichtigsten Teile der Theaterfassade des Fischerschen Theaters erhalten werden sollten, selbst wenn es sich dabei nicht um eines der stärksten Werke von Professor Fischer gehandelt habe … die Lösung, die Röhm befürwortete … war: die Fassade in ihren wesentlichen Teilen erhalten, das Innere modernisieren … die Begründung lautet, dass man ein Bauwerk, das so sehr ein Zeugnis der Stadtgeschichte und des Bürgerbewußtseins darstelle in diese den heutigen Erfordernissen gemäße Form bewahren müsse … Ein Beweis mehr für die Forderung sich in Heilbronn zu einer kostensparenden intimen Form durchzuringen.“ Der halbkreisförmige Vorbau des Fischer’schen Theaters gehörte deshalb für Röhm zu den wichtigsten Teilen der Theaterfassade, die in einen Neubau integriert werden sollten.

Der halbkreisförmige Vorbau des Fischerschen Theaters

#### Deutschhof-Giebel
Der Leitgedanke Röhms, die Synthese aus Altem und Neuem, sollte auch für das Kornhaus des großen Deutschhofes in Heilbronn gelten. Ebenso wie der Rathaus-Westgiebel und Uhrengiebel der Kunstuhr sollte auch der Deutschhof-Südgiebel im Gegensatz zu den anderen Mauern und Giebeln des Kornhauses der Nachwelt erhalten bleiben: „Es sind dies heute die Bauten, die ihr das Typische geben und sie heraushebt aus der Anonymität der ‚Allerweltsnachkriegswiederaufbau-Architektur‘ zerstörter Städte … Dabei scheint mir Westseite (Hof) und Nordgiebel [des Kornhauses im großen Deutschhof] unwesentlich, diese zu erhalten, aber entscheidend im Stadtbild, die städtebaulich und in seiner kraftvollen plastischen Wirkung ist die Erhaltung des Südgiebels.“

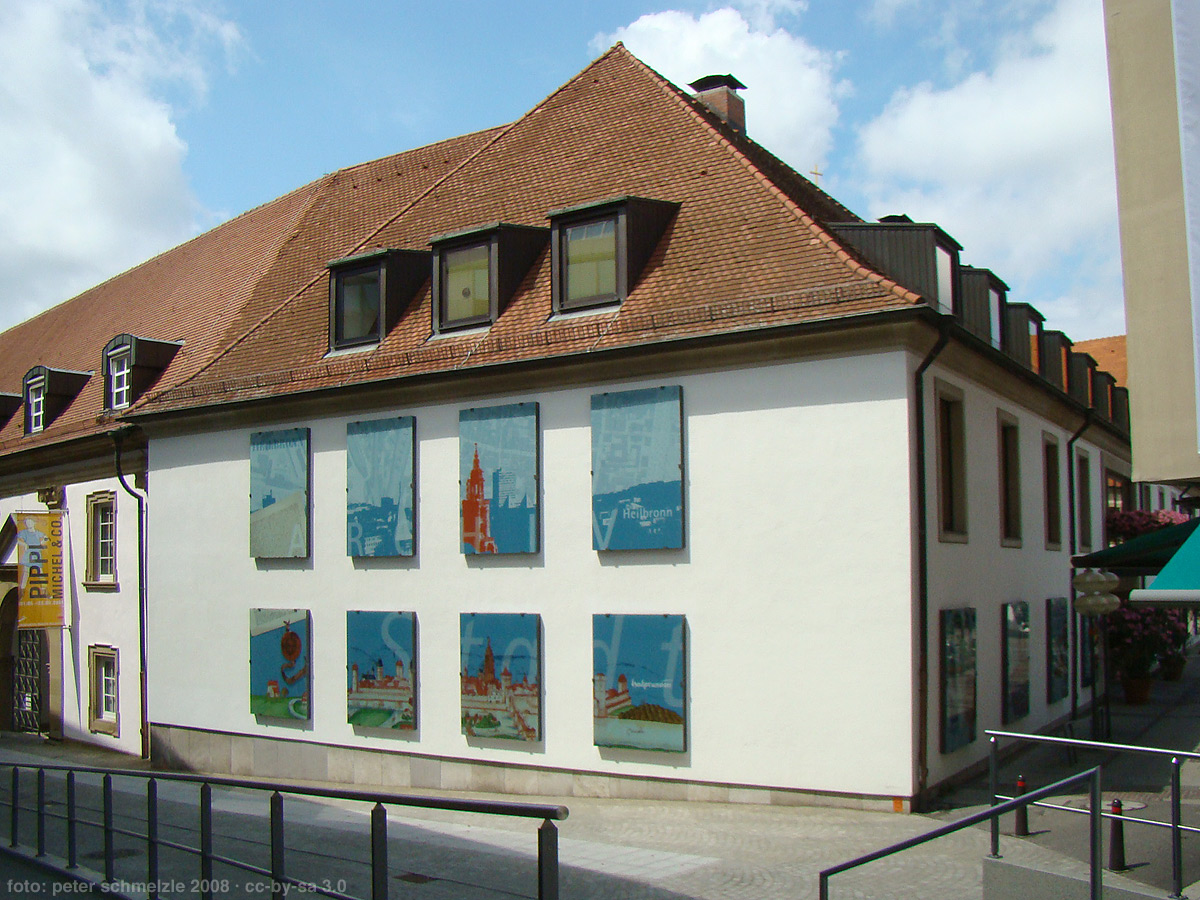
Archivgebäude, Südseite – Das Gebäude wurde an Stelle des abgebrochenen Kornhauses erbaut.
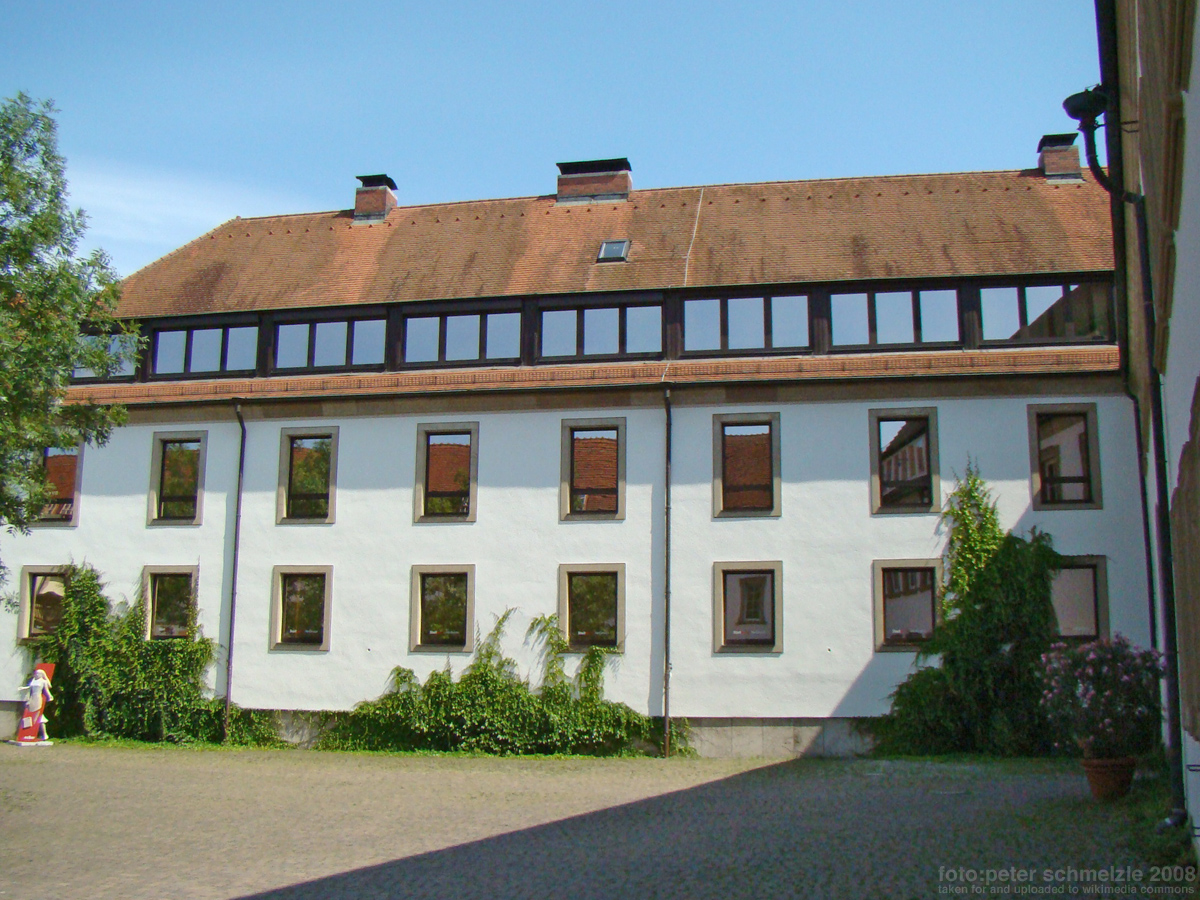
Archivgebäude, Westseite

#### Andere Bauten
- Realisierter Entwurf für den Gedenkstein zur Erinnerung an das Stifterehepaar Friedrich Severin und Marie Rosine Lix auf dem Alten Friedhof (21. Oktober 1954).[8]
- Realisierter Entwurf zur Gestaltung der Empore in der Heilbronner Kilianskirche (20. Dezember 1955).[8]
- Wartbergschule[14]
- Silcher-Volksschule
- Feuerwache
- Städtische Viehhof
- Großturnhalle Mönchseehalle
- Normale Turnhalle für die Rosenauschule
- Normale Turnhalle für die Keplerschule
- Normale Turnhalle für die Reinöhlschule
- Normale Turnhalle für die Grünewaldschule
- Normale Turnhalle für die Wartbergschule
- Normale Turnhalle für die Silcherschule.
- Jägerhaus-Gaststätte
- Wartberg-Gaststätte
- Erweiterung des Freibades „Neckarhalde“
- Stadion, Tribüne und Eingangsbauten
- Altersheim-Erweiterung
- Bettenhaus-Anbau im Städtischen Krankenhaus an der Jägerhausstraße
- Neuer Betriebshof der Verkehrsbetriebe an der Kanalstraße
- Unterstehhalle am Bahnhofs-Vorplatz
- Leichenhalle
- Unterstehhallen in Neckargartach
- Gestaltung der Dachsteingräber
- Neugestaltung des Innenraumes im Krematorium
- Pavillon der Stadt Heilbronn für die Landesausstellung in Stuttgart, der „seinerzeit Aufsehen durch seine Kühnheit erregt hat“.[15]

- Kinderklinik auf dem Nonnenbuckel
- Innenausbau der Stadtbücherei.[7]
- Nichtrealisierter Entwurf für das Elly-Heuss-Knapp-Gymnasium
- Nichtrealisierter Entwurf für die Albrecht-Dürer-Volksschule Neckargartach
- Nichtrealisierter Entwurf für die Helene-Lange-Schule
- Nichtrealisierter Entwurf für die erste eingeschossige Lösung für die Festhalle Harmonie.[7] So war er bei dem Neubau der Festhalle Harmonie bereits an Gesprächen mit Baurat Willi Zimmermann vom Stadtplanungsamt am 31. Mai 1954 beteiligt gewesen.[8]

#### Denkmalpfleger im Landkreis
Um den Denkmalschutz machte er sich auch im Landkreis verdient. So das Vogtshaus in Willsbach, die Kirche in Dahenfeld und die Magdalenenkirche in Beilstein.

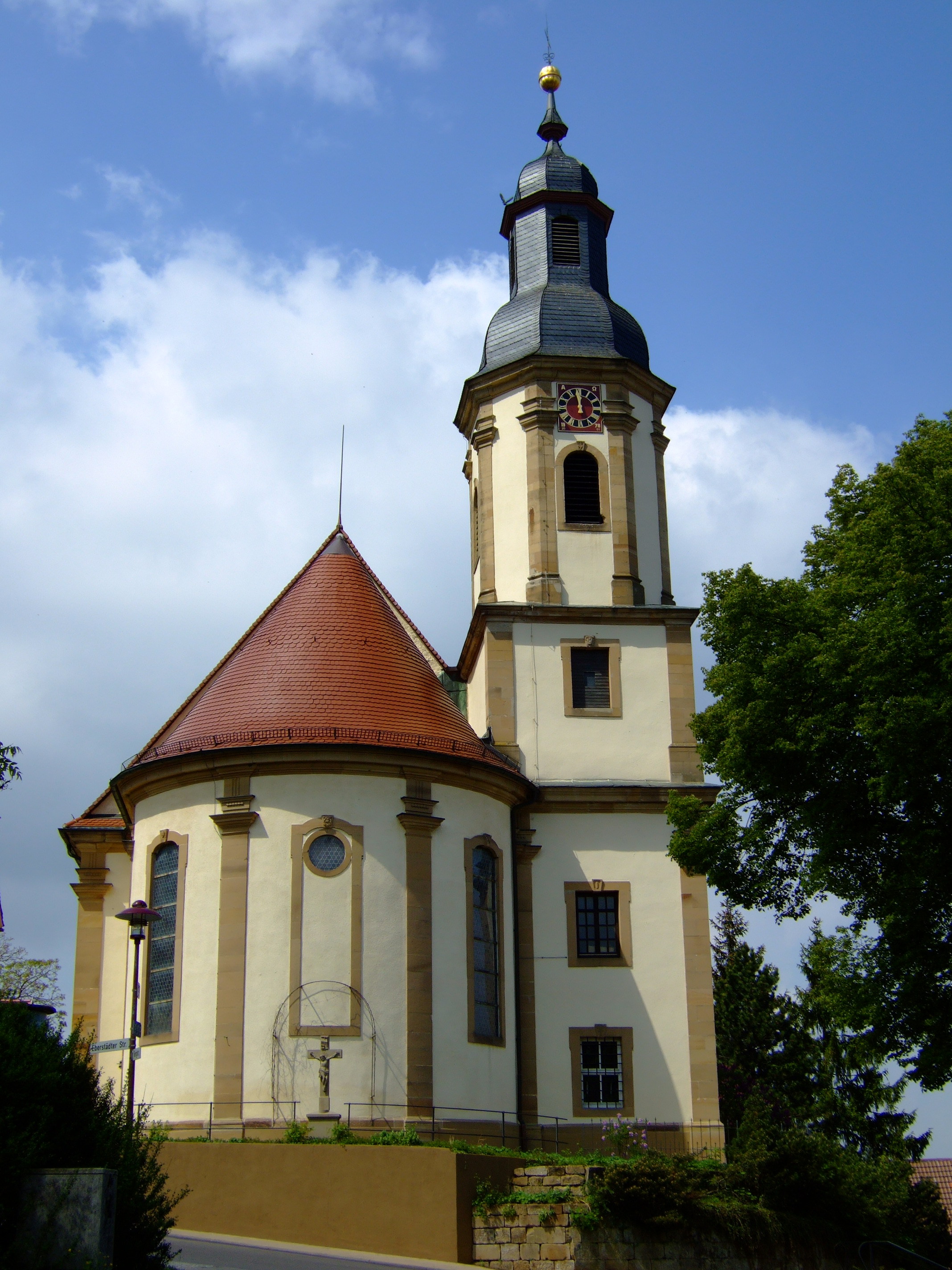
Kirche in Dahenfeld

### Krefeld (1963–1974)
1963 wechselte Röhm nach Krefeld, wo er bis zu seiner Pensionierung im Jahre 1974 als Leiter des Hochbauamts arbeitete. In Krefeld leitete er den Wiederaufbau des Greiffenhorstschlösschens, den Umbau des Kaiser-Wilhelm-Museums, die Planung und Fertigstellung des Bürgerhauses und anderer Bauten, die „das Stadtbild von Krefeld entscheidend prägten.“ Er beteiligte sich an der Aktion „Farbe im Stadtbild“ und war amtlicher Denkmalpfleger für Krefeld.

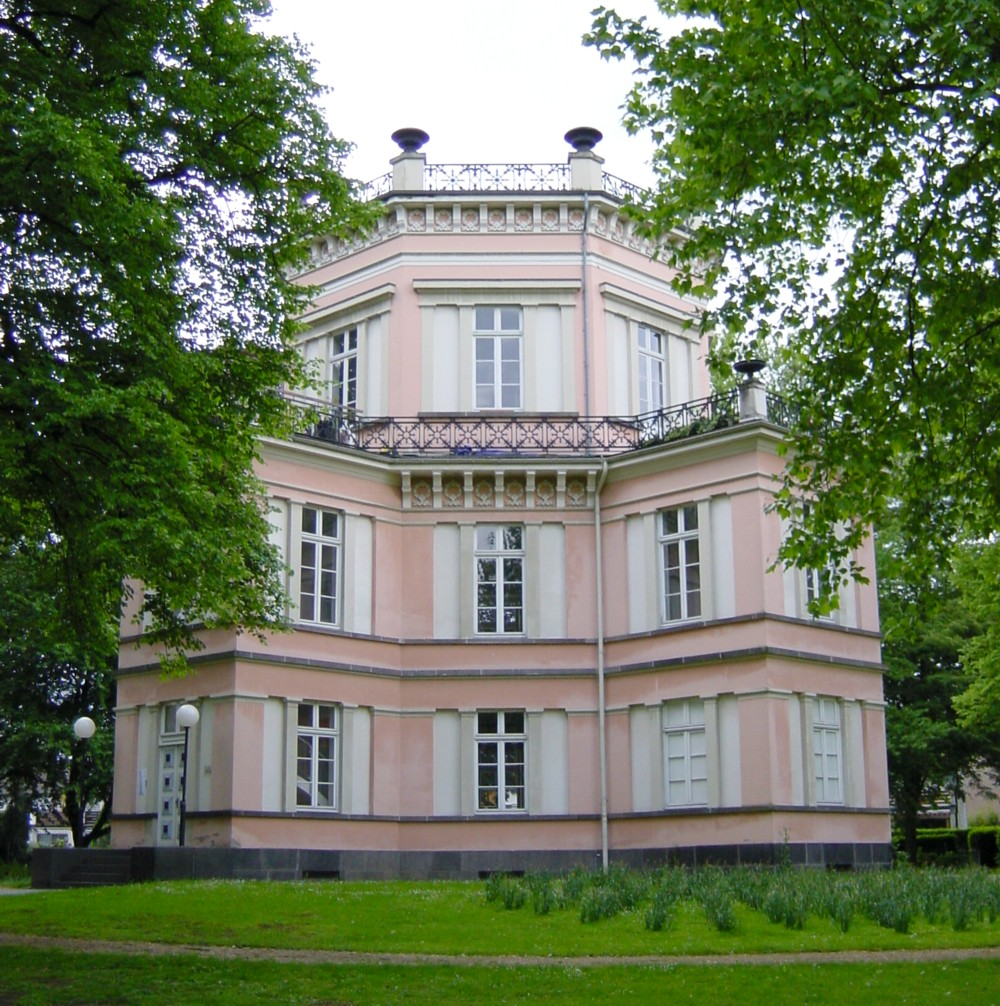
Greiffenhorstschlösschen
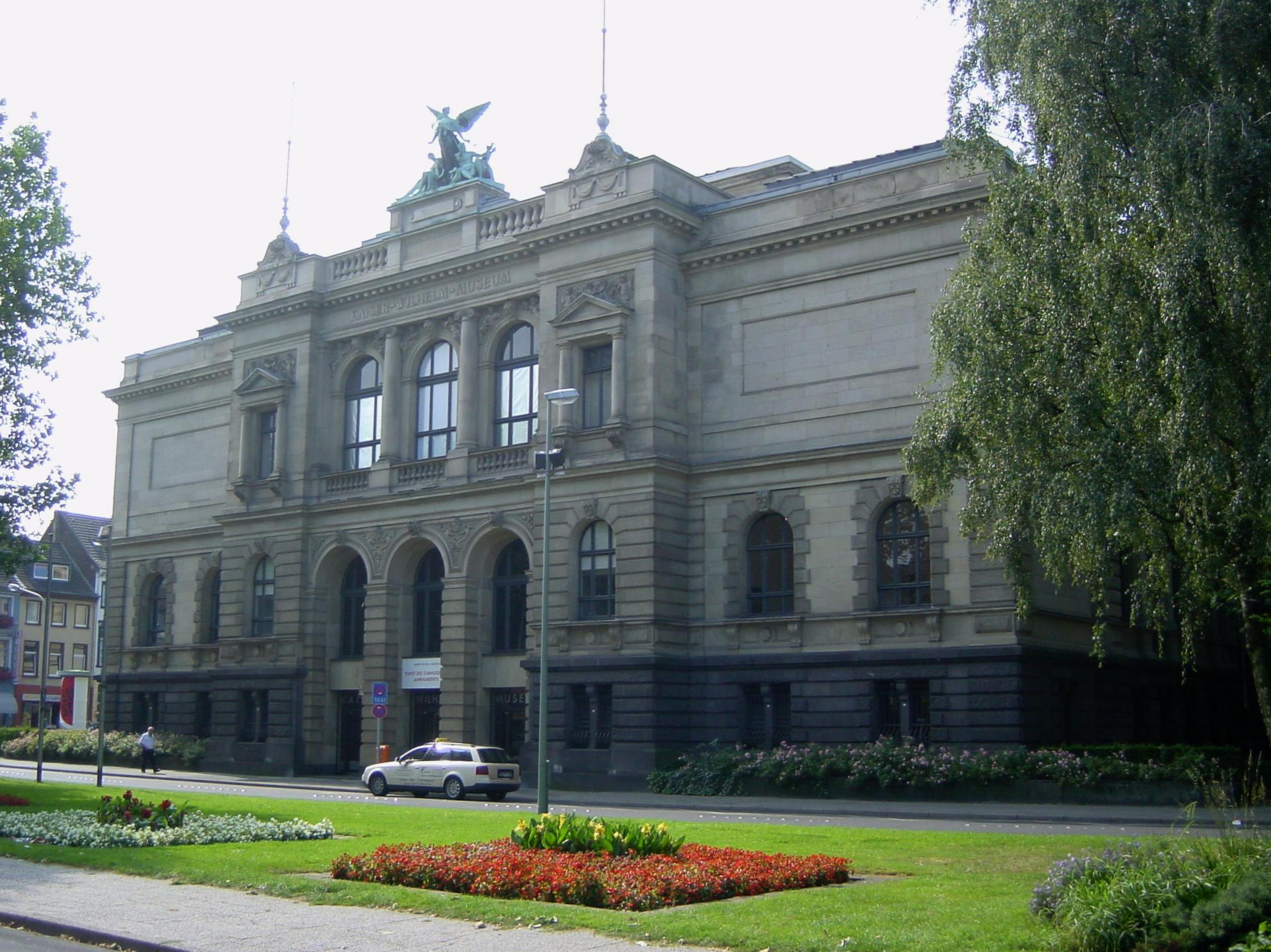
Kaiser-Wilhelm-Museum

## Auszeichnungen
Am 21. November 1950 wurde Heinrich Röhm bei der Mitgliederversammlung der Ortsgruppe des Schwäbischen Heimatbundes zum Obmann für Heilbronn gewählt, nachdem bis dahin die Interessen des Heimatbundes vom Historischen Verein vertreten worden waren. Er reorganisierte die Bezirksgruppe Heilbronn im Schwäbischen Heimatbund und war von 1950 bis 1963 deren Vorsitzender. Im Gesamtverein des Schwäbischen Heimatbundes wirkte er in Jury zur Vergabe des Denkmalschutzpreises.
Nach seinem Weggang nach Krefeld blieb er noch bis 1969 Mitglied des Historischen Vereins Heilbronn. 1974 kehrte Röhm nach Heilbronn zurück und wirkte wieder bei der Bezirksgruppe mit und war zunächst stellvertretender Vorsitzender, dann von 1986 bis 1989 Vorsitzender. In dieser Zeit leitete er kunsthistorische und baugeschichtliche Studienfahrten. Er arbeitete auch bei Gremien des Schwäbischen Heimatbundes auf Landesebene mit, wie bei der Vergabe des Peter-Haag-Preises.
1982 erhielt Heinrich Röhm die Ehrennadel des Landes Baden-Württemberg. Bei den Heimattagen Baden-Württemberg 1992 in Schwäbisch Hall wurde er mit der Medaille Für Verdienste um die Heimat Baden-Württemberg ausgezeichnet.

## Wertung und Kritik
Insbesondere seine Tätigkeit als Denkmalpfleger für die Rekonstruktion historischer Bausubstanz war dem Baudirektor wichtig. Historische Bauten seien Wahrzeichen einer Stadt, die ihre Individualität, ihre Unverkennbarkeit ausmachen würden: „ in anderen Städten wächst zunehmend je größer der Abstand vom Krieg mit seinen grausamen Zerstörungen stadtgeschichtlich wertvoller Bausubstanz, die Erkenntnis und das Bemühen, das wenige Alte hinüberzuretten in die Zukunft, dieses sinnvoll zu aktivieren und zu integrieren in das soziale, kulturelle Leben unserer heutigen Umwelt und damit auch städtebaulich wesentliche Akzente zu setzen, die erst einer Stadt ihr individuelles Gesicht vermitteln.“ Angesichts der städtebaulichen Umwälzungen der 1960er und 1970er Jahre in Heilbronn und verschiedener Stellungnahmen des Bürgermeisters Herbert Haldy und des Leiters der Bau- und Kunstdenkmalpflege beim Landesdenkmalamt Baden-Württemberg stellte sich Röhm „mit Erschütterung“ die Frage: „Haben die Stadt denn alle guten Geister verlassen?.“ Seine Sorge galt den Baudenkmälern (wie Altes Stadtbad und Altes Stadttheater), die den anstehenden Verkehrsplanungen der Allee zum Opfer fallen würden:  „Dass Heilbronn seine historischen Baudenkmäler mit großen Opfern wiedererstellt hat, bewirkte, dass hier diese Kristallisationspunkte wie Juwelen dieser anonymen Größe der mehr oder weniger schönen Wohn- und Geschäftsbauten Halt und Rückgrat geben. Wenn Fremde nach Heilbronn kommen, werden sie immer an diesen Baudenkmälern ihre Freude haben. Auch vom Staatlichen Amt für Denkmalpflege wurde immer wieder herausgestellt, dass Heilbronn für diese Aufgaben besondere Leistungen vollbracht hat. Die späteren Generationen werden diese Leistungen dankber anerkennen und würdigen. Ich möchte Heilbronn für seine künftige Entwicklung und besonders bezüglich der Ordnung des innenstädtischen Verkehrs wünschen, dass es eine menschengerechte Stadt bleiben möge und sich nicht – und da sehe ich eine große Gefahr – zu einer vergrößerten Autobahnraststätte wird. “